# Maestro de esgrima

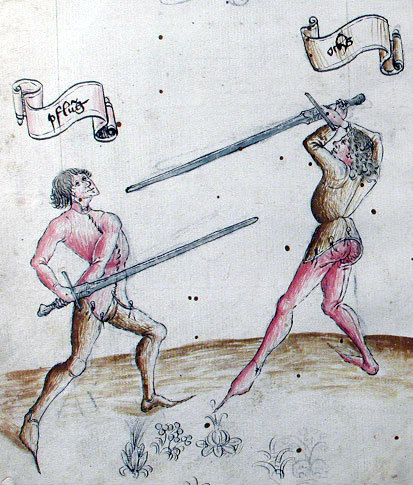
Posiciones de guardia con espadas de dos manos, representadas en el Fechtbuch Cod. 44 A 8, de 1452.

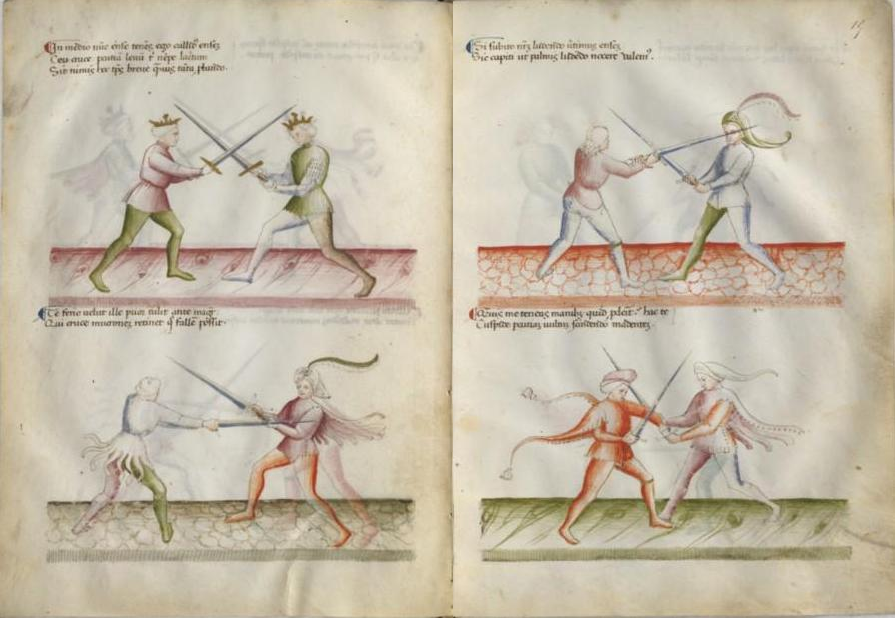
Imágenes de lucha con espadas de dos manos.

En la Edad Media un maestro de esgrima era un profesional que enseñaba el uso de la espada y otras armas parecidas: daga, puñal, dall, bastón, ...
En épocas más recientes los maestros de esgrima se clasifican entre los maestros de artes marciales o los entrenadores deportivos.

## Antecedentes
Los entrenadores de los gladiadores romanos, los lanistas, serían los antecesores de los maestros de esgrima medievales.

## Documentos
- 1283. Mestre de esgrima en Valencia.[1]
- 1292. El Livre de Taille de la ville de Paris indica el nombre, el domicilio y las tasas de siete maestros de esgrima (“escrémisseurs”) de la capital.
  - Livre de la taille de Paris pour la an 1292. Consultable a Gallica.
- 1331. Mestre de esgrima Pere de Antist.[2]
- 1345. Pere de Puigdorfila y Joan de Cremona, conjurados a favor de Jaume III, tenían en sus domicilios cada uno «una espada de esgrima»[3]
- 1363. Pere de Antist.[4]
  - En el asedio de Jérica, la crónica de Pere el Ceremonioso habla de Pere de Antist como maestro de escribir del rey. Sin duda se trata de una mala transcripción.[5]

...e Pere Dantist porter nostre, qui era mestre nostre descriura (mestre nostre d’esgrima).
Crònica de Pere el Cerimoniós.

- 1398. Presencia de un maestro de esgrima de Joan Y, el judío denominado Bellos Se.
- 1418. Francesc Portillo de Barcelona, entra de aprendiz en Mallorca,, de Benedetto da Firenze, llamado "maestro de esgrima de espada de dos manos" .
- 1509. Joan Nácar, blanquer, Pere Roig, courer, Antoni Salvador, Texidor de lana, Joan Alcalde, pellicer, Joan Serra, herrero, todos ellos maestros de esgrima..
- 1466. Jacobi Pons. "...discipulus olim venerabilium magistorum Jacobi Pons ville Perpiniani..."[6]
- 1478. "Ordenanzas" de los Reyes Católicos sobre los maestros de armas.[7]
- 1510. Ordinacions del gremio de maestros de esgrima de Barcelona, aprobadas por el rey Ferran el católico.[8][9]
- 1528. Inventario de Miquel Fraude: «dos spases de una mi de mostrar de sgrime y dos broquers», «una spasa de corte« & «una ballesta ab ses gaffes»
- 1599. Aprobadas algunas modificaciones de las ordinacions de los maestros de esgrima de Barcelona.[10]
- 1611. "Maestro de esgrima" en castellano.[11]
- 1850. “29 Marzo. Real orden, aprobando el establecimiento en Barcelona de una academia de esgrima, escuela de gimnasia y echo de pistola para instrucción de individuos del ejército”.[12]